# Język tałyski
Język tałyski, także tołyski (Tolışi) – język należący do rodziny języków indoeuropejskich. Językiem tym posługuje się ok. 170 tys. Tałyszów zamieszkujących na obszarze Iranu (prowincja Gilan) i południowej części Azerbejdżanu. Wyróżnia się cztery dialekty (gwary).